# Bjørgulv Straume
Bjørgulv Straume, född 11 augusti 1938 i Hylestad i Setesdal i Aust-Agder fylke, död 6 april 2024, var en norsk mungigespelare och mungigesmed från Valle kommun i Aust-Agder.
Straume utkom 2003 med skivan Hrynhent tillsammans med Øystein Kikut. Den följdes 2006 upp med skivan Lytt til slåtten Sordølen.
Världens största mungiga, "1000-årsmonumentet", är ett monument skapat av Bjørgulv Bjørgum och till den har en mungiga av Bjørgulv Straume stått modell och förstorats 50 gånger.